# Menander laobotas
Menander laobotas is een vlindersoort uit de familie van de prachtvlinders (Riodinidae), onderfamilie Riodininae.
Menander laobotas werd in 1875 beschreven door Hewitson.